# Тазларово
Тазла́рово (рос. Тазларово, башк. Таҙлар) — село у складі Зіанчуринського району Башкортостану, Росія. Адміністративний центр Тазларовської сільської ради.
Населення — 1119 осіб (2010; 1109 в 2002).
Національний склад:
- башкири — 65%
- росіяни — 30%